# Rifugio Tissi
Das Rifugio Tissi, vollständiger Name Rifugio Attilio Tissi al Col Reàn, ist eine bewirtschaftete Schutzhütte der Sektion Belluno des Club Alpino Italiano in Venetien. Es ist in der Regel von Mitte Juni bis Mitte September geöffnet und verfügt über 45 Schlafplätze sowie 20 Notlager. 

## Lage
Die Schutzhütte liegt fast auf dem Gipfel des Col Reàn auf 2250 m s.l.m, gegenüber der Nordwestwand der Civetta. An der Hütte führt der Dolomiten-Höhenweg 1 vorbei.

## Geschichte
Mit dem Bau der Schutzhütte wurde 1961 begonnen. Zwei Jahre später wurde sie eröffnet und dem Bergsteiger und Lokalpolitiker Attilio Tissi gewidmet, der 1959 bei einem Unfall auf den Drei Zinnen verunglückte. Tissi war einer der am renommiertesten Bergsteiger der Dolomiten und beging zahlreiche Erstbesteigungen in der Civetta. Das Rifugio wurden zwischen 1983 und 1986 erweitert und 2005 modernisiert.

## Zustiege
- Von Piani di Pezzé, 1472 m ⊙ auf Weg 560, 563 in 3 ½ Stunden
- Von der Capanna Trieste 1135 m ⊙ auf Weg 555, 560, 563 in 3 ½ Stunden
- Von Masaré, 1009 m ⊙ auf Weg 563 in 3 Stunden
- Von Cencenighe Colaz, 1031 m ⊙ auf Weg 567 in 4 ½ Stunden

## Nachbarhütten
- Zum Rifugio Vazzoler, 1714 m ⊙ auf Weg 530, 560 in 1 Stunde
- Zum Rifugio Coldài, 2135 m ⊙ auf Weg 530, 560 in 1 ½ Stunden
- Zum Rifugio Palafavera, 1514 m ⊙ auf Weg 530, 560 in 4 Stunden

## Karten
- Tabacco Blatt 25 Dolomiti di Zoldo – Cadorine e Agordine (1:25.000)
- Tabacco Blatt 015 Marmolada – Pelmo – Civetta – Moiazza (1:25.000)